# Fine Gael
Fine Gael (wym. [ˌfʲɪnʲə ˈɡeːl̪ˠ], z irl. Rodzina Irlandczyków lub Plemię Irlandczyków) – irlandzka partia polityczna, założona w 1933 roku przez lidera irlandzkich faszystów (tzw. "Niebieskich koszul") Eoina O'Duffy'ego.

## Historia
Fine Gael została założona 8 września 1933 po fuzji partii Cumann na nGaedhael, Narodowej Partii Centrum i Gwardii Narodowej. Partia była popularnie znana wtedy jako „Blueshirts” („niebieskie koszule”), ta potoczna nazwa jest nadal używana. Korzenie partii sięgają do irlandzkiej wojny o niepodległość oraz do podpisania traktatu kończącego wojnę. Za założyciela ruchu uznaje się Michaela Collinsa, poprzez jego związek z prekursorem, jakim była Cumann na nGaedhael.

## Liderzy Fine Gael
- Eoin O’Duffy (1933–1934)
- William T. Cosgrave (1934–1944)
- Richard Mulcahy (1944–1959)
- James Dillon (1959–1965)
- Liam Cosgrave (1965–1977)
- Garret FitzGerald (1977–1987)
- Alan Dukes (1987–1990)
- John Bruton (1990–2001)
- Michael Noonan (2001–2002)
- Enda Kenny (2002–2017)
- Leo Varadkar (2017–2024)
- Simon Harris (od 2024)